# George Alexander Gibson
George Alexander Gibson (ur. 19 kwietnia 1858 w Greenlaw w Berwickshire, zm. 1930) – szkocki profesor matematyki i filozofii naturalnej.

## Życiorys
Ukończył studia na Uniwersytecie w Glasgow i został tam profesorem. Opublikował wiele ważnych książek i był entuzjastą historii matematyki. Został prezesem Edinburgh Mathematical Society w 1888 roku i jej honorowym członkiem w 1902 roku.